# Act of War: Direct Action
Act of War: Direct Action ist ein Computerspiel, das Mitte März 2005 für Windows erschienen ist. Es wird zum Genre der Echtzeit-Strategiespiele gezählt. Der Entwickler dieses Spiels ist das französische Unternehmen Eugen Systems, veröffentlicht wurde das Spiel über Atari. Seit 2018 gehören die Rechte am Spiel dem schwedischen Publisher THQ Nordic.

## Handlung
Die Geschichte von Act of War spielt um das Jahr 2010 und stammt aus der Feder des amerikanischen Bestsellerautors Dale Brown. Da in dieser Zeit die Benzinpreise gestiegen sind, verdienen die Rohöllieferanten Milliarden. Mit einem Teil ihres Geldes beauftragen sie eine international operierende Terrororganisation damit, diverse Anschläge in aller Welt zu verüben. So wollen sie die Weltwirtschaft zusammenbrechen lassen und den Spritpreis weiter in die Höhe treiben. Der amerikanische Geheimdienst erfährt jedoch von den Plänen der Terroristen.
In der 35 Missionen umfassenden Kampagne übernimmt man als Spieler die Rolle von Major Jason Richter und bekämpft an zahlreichen Schauplätzen in aller Welt den Terror mit der Task Force Talon.

## Spielmechanik
Act of War setzt auch, aber nicht ausschließlich auf den im Strategie-Genre üblichen Basenaufbau. Um eine Einheit zu produzieren, muss man das entsprechende Produktionsgebäude errichten. Das Spiel enthält ca. 60 reale und futuristische Kampfeinheiten, die alle spezifische Schwächen und Stärken aufweisen (Beispiel: wenn sich Infanteristen auf Hausdächern oder in Wäldern verschanzen, erhöht sich deren Feuerkraft). Nach jeder Auseinandersetzung mit dem Gegner gewinnen die eigenen Einheiten an Erfahrung. Dadurch werden sie allmählich stärker. Um Einheiten produzieren zu können, benötigt der Spieler Geld. Dieses erhält der Spieler durch das Fördern von Öl, das Besetzen von Banken oder durch die Gefangennahme von feindlichen Kämpfern.
Act of War lässt den Spieler neben klassischen Missionen auch spezielle Missionen spielen, bei denen er nur auf eine kleine Eingreiftruppe zurückgreifen kann, um die Lage schnellstmöglich unter Kontrolle zu bringen. Die Missionen bestehen aus Haupt- und Nebenzielen. Wenn Bonus-Ziele, etwa die Befreiung verschleppter Polizisten, erfolgreich absolviert werden, so wird der Spieler mit zusätzlichen Einheiten belohnt. In Act of War lässt sich jedes Gebäude komplett zerstören, um so dem Feind die Deckung zu nehmen. Das Spiel ist verloren, wenn der Held Ray Jefferson im Kampf fällt. Der Spielstand lässt sich zu jedem Zeitpunkt speichern.
Die Steuerung mit Maus und Tastatur lässt sich den Vorlieben des Spielers anpassen.
Act of War enthält sowohl einen Einzelspielermodus als auch einen Mehrspieler-Onlinemodus. Im Mehrspielermodus kann der Spieler sich für die US-Army mit der Task Force Talon oder für das so genannte Konsortium entscheiden. Mit den Amerikanern hat der Spieler Zugriff auf Spezialeinheiten. Die „Task Force Talon“ als Anti-Terror-Einheit ist geeignet für den Häuserkampf und besitzt experimentelle High-Tech-Waffen, dafür hat sie – bis auf die Drohnen-Technologie – keine schwere Kavallerie (Panzer). Das Konsortium (der Bund der Terroristen) ist dagegen in quantitativer Überzahl und besitzt Einheiten russischen Ursprungs.

## Technik
Die Spiel-Engine ist frei drehbar und der Spieler kann stufenlos ins Geschehen hineinzoomen. Die Animationen der verschiedenen Einheiten waren seinerzeit sehr detailliert. Zum Spiel gehören auch Videos mit echten Schauspielern und mithilfe der Spielengine erstellte Zwischensequenzen, welche die Story wiedergeben. Viele Schauplätze wurden getreu ihren realen Vorbildern ins Spiel integriert. So kann man etwa das Weiße Haus oder den Buckingham Palace im Spiel entdecken.

## Rezeption
Die Kampagne sei sehr lang und die Thematik aktuell, wobei sich der Kriegsthematik völlig unkritisch gewidmet werde. Die KI sei überzeugend, die Auswahl an Kriegsgerät sehr groß und die Grafik-Engine beeindruckend. Das Spiel zeige starke Anleihen an Command & Conquer: Generals. Die Story sei für Computerspiel-Verhältnisse sensationell. Das Spiel sei wie ein Kinofilm inszeniert. Im Netzwerkspiel funktioniere das Spiel hervorragend. Dennoch gäbe es Probleme mit der Wegfindung und der Zoomfunktion. Die Straßenschlachten würden immer nach dem gleichen Schema ablaufen und der Häuserkampf sei zu einfach zu gewinnen. Das Ressourcensystem sei außergewöhnlich, ansonsten böte es keine Neuerungen im Genre. Insbesondere die taktische Tiefe fehle.

## Act of War: High Treason(Add-on)
Am 29. März 2006 wurde das Add-on Act of War: High Treason veröffentlicht, das die Geschichte um Sergeant Major Ray Jefferson fortführt. Es ist ohne das Basisspiel Direct Action nicht lauffähig. Eine Neuerung in High Treason ist die Möglichkeit, Schiffe zu befehligen sowie Söldner zu beauftragen. Der Schwierigkeitsgrad von „High Treason“ ist gegenüber dem Vorgänger stark angestiegen. Das Spiel erschien nicht mit deutschen Dialogen, sondern nur mit Übertitelung und ausschließlich mit animierten Zwischensequenzen.

## Fortsetzung
2015 veröffentlichte Eugen Systems über Focus Home Interactive den Titel Act of Aggression, der gemeinhin als geistiger Nachfolger bezeichnet wird. Die Markenrechte an Act of War verkaufte Atari im September 2018 an den schwedischen Konzern THQ Nordic AB.